# Fons de Compensació Interterritorial
El Fons de Compensació Interterritorial és un mecanisme per corregir els desequilibris econòmics entre territoris d'un estat. Aquest mecanisme està present en l'Alemanya després de la Segona guerra mundial, l'Espanya de les autonomies i altres països. A nivell supranacional, el Fons Europeu de Desenvolupament Regional, creat el 1975, seria un fons de compensació interterritorial a nivell d'Unió Europea.

## Alemanya
Cada land aporta o rep del Fons de compensació interterritorial segons tres barems: la població, el territori i la recaptació obtinguda a cadascun dels länder. Aquests barems foren establits en l'Alemanya de després de la Segona guerra mundial.
La Llei Constitucional de 1969 establí que el Fons és un mecanisme de suplir la insuficiència en la capacitat fiscal de les regions.

## Espanya
El Fons de Compensació Interterritorial espanyol es caracteritza per ser corrector dels desequilibris econòmics entre els territoris en compte de servir per aconseguir l'equiparació fiscal.
A Espanya està establit a la Constitució espanyola de 1978 (art. 158.2) el Fons explícitament i ho està per fer efectiu el principi de solidaritat interterritorial. El fons està destinat per a inversions i és repartit per les Corts Generals "entre les Comunitats Autònomes i les províncies". La Llei Orgànica de Finançament de les Comunitats Autònomes (LOFCA) especifica en l'article 16 que el Fons és una càrrega general estatal i que la "seua dotació anual en els Pressupostos Generals de l'Estat no serà inferior al 30% de la inversió pública per a cada exercici".
Dins d'allò que estableix la Constitució i la LOFCA, és teòricament possible incrementar la despesa pública sumant la dotació del Fons a les inversions ja establertes per a les comunitats autònomes. Malgrat això, el criteri establert en l'Informe de la Comissió d'Experts sobre Finançament de les Comunitats Autònomes de 1981 determinà el contrari: que el Fons no augmentara la despesa pública. Aquest criteri té una constitucionalitat discutible segons Muñoz Machado perquè el finançament que disposava l'Estat quan tenia la competència i el que disposa la Comunitat Autònoma quan la té transferida no és el mateix.
El 31 de maig de 1984 va aparèixer la Llei del Fons de Compensació Interterritorial a partir de l'Acord Autonòmic entre UCD i PSOE fet el 1981. Aquesta llei donava forma al Fons, patint alguns problemes amb la Constitució i la LOFCA.
El 1987, Rodríguez Rodríguez (1987, p. 305), va explicar que el Fons no complia la seva funció per sí sola perquè requeria que es regionalitzessin les inversions públiques segons les necessitats de les pròpies regions.
Des de la reforma dels fons estructurals de la Unió Europea, el FCI havia d'harmonitzar-se amb aquests, per al qual cal l'actuació de l'Administració pública espanyola.
El 1990 el Fons va ser reformat per "corregir les disfuncions que provocà la seva doble finalitat (finançament de la inversió i redistribució), accentuant el seu caràcter solidari i circumscrivint el seu àmbit a les comunitats autònomes incloses en l'objectiu 1 per la Unió Europea".
El 1992 el Fons afectà a 9 comunitats autònomes amb 128.000 milions de pessetes.
El 1994, la LLei Reguladora del FCI fou modificada per la Llei 31/1994, de 24 de novembre.
El Projecte de Llei de Pressupostos Generals de l'Estat per a 1997 pretenia actualitzar diferents aspectes de la Llei reguladora del FCI.

## Itàlia
La llei de 16 de maig de 1970 per al finançament dels programes regionals de desenvolupament estableix un fons de compensació interterritorial.